# العلاقات الأوغندية السويسرية
العلاقات الأوغندية السويسرية هي العلاقات الثنائية التي تجمع بين أوغندا وسويسرا.

## مقارنة بين البلدين
هذه مقارنة عامة ومرجعية للدولتين:
| وجه المقارنة                                              | أوغندا                        | سويسرا                                                                                      |
| --------------------------------------------------------- | ----------------------------- | ------------------------------------------------------------------------------------------- |
| المساحة (كم2)                                             | 241.04 ألف                    | 41.28 ألف                                                                                   |
| عدد السكان (نسمة)                                         | 42.86 مليون                   | 8.21 مليون                                                                                  |
| الكثافة السكانية (ن./كم²)                                 | 177.81                        | 198.89                                                                                      |
| العاصمة                                                   | كامبالا                       | برن                                                                                         |
| اللغة الرسمية                                             | لغة إنجليزية، اللغة السواحلية | اللغة الألمانية، اللغة الإيطالية، لغة فرنسية، اللغة الرومانشية، الألمانية السويسرية الموحدة |
| العملة                                                    | شيلينغ أوغندي                 | فرنك سويسري                                                                                 |
| الناتج المحلي الإجمالي (بليون دولار)                      | 25.89 مليار                   | 678.89 مليار                                                                                |
| الناتج المحلي الإجمالي (تعادل القوة الشرائية) بليون دولار | 72.25 مليار                   | 518.07 مليار                                                                                |
| الناتج المحلي الإجمالي الاسمي للفرد دولار أمريكي          | 705                           | 80.94 ألف                                                                                   |
| الناتج المحلي الإجمالي للفرد دولار أمريكي                 | 1.77 ألف                      | 59.54 ألف                                                                                   |
| مؤشر التنمية البشرية                                      | 0.483                         | 0.930                                                                                       |
| رمز المكالمات الدولي                                      | +256                          | +41                                                                                         |
| رمز الإنترنت                                              | .ug                           | .ch، .swiss ‏                                                                                |
| المنطقة الزمنية                                           | ت ع م+03:00                   | توقيت وسط أوروبا، ت ع م+01:00، ت ع م+02:00، أوروبا/زيورخ ‏                                   |

## منظمات دولية مشتركة
يشترك البلدان في عضوية مجموعة من المنظمات الدولية، منها:
| علم المنظمة | اسم المنظمة                               | تاريخ انضمام أوغندا | تاريخ انضمام سويسرا |
| ----------- | ----------------------------------------- | ------------------- | ------------------- |
|             | مؤسسة التمويل الدولية                     | 27 سبتمبر 1963      | 29 مايو 1992        |
|             | منظمة حظر الأسلحة الكيميائية              | ?                   | ?                   |
|             | يونسكو                                    | 9 نوفمبر 1962       | 28 يناير 1949       |
|             | البنك الإفريقي للتنمية                    | ?                   | ?                   |
|             | الأمم المتحدة                             | 25 أكتوبر 1962      | 10 سبتمبر 2002      |
|             | الاتحاد الدولي للاتصالات                  | 8 مارس 1963         | 1866                |
|             | منظمة الشرطة الجنائية الدولية             | ?                   | ?                   |
|             | البنك الدولي للإنشاء والتعمير             | 27 سبتمبر 1963      | 29 مايو 1992        |
|             | الاتحاد البريدي العالمي                   | ?                   | ?                   |
|             | مؤسسة التنمية الدولية                     | 27 سبتمبر 1963      | 29 مايو 1992        |
|             | منظمة التجارة العالمية                    | ?                   | ?                   |
|             | الفريق المعني برصد الأرض                  | ?                   | ?                   |
|             | المركز الدولي لتسوية المنازعات الاستشارية | 14 أكتوبر 1966      | 14 يونيو 1968       |
|             | وكالة ضمان الاستثمار متعدد الأطراف        | 10 يونيو 1992       | 12 أبريل 1988       |

## وصلات خارجية
- موقع وزارة الخارجية الأوغندية
- موقع وزارة الخارجية السويسرية